# مجموعه بورل
در ریاضیات، مجموعه بورل (به انگلیسی: Borel Set)، هر مجموعه در یک فضای توپولوژی است که بتوان آن را از طریق تعداد شمارایی از عملیات اجتماع‌گیری، اشتراک‌گیری، و متمم‌گیری نسبی مجموعه‌های باز (یا بسته) بدست آورد. مجموعه‌های بورل را به نام امیل بورل نامگذاری کرده‌اند.
برای فضای توپولوژی {\displaystyle X}، گردایه تمام مجموعه‌های بورل روی {\displaystyle X}، تشکیل {\displaystyle \sigma }-جبر می‌دهند که به آن جبر بورل یا {\displaystyle \sigma }-جبر بورل نیز گفته می‌شود. جبر بورل روی {\displaystyle X}، کوچک‌ترین {\displaystyle \sigma }-جبری است که تمام مجموعه‌های باز (یا به‌طور معادل، تمام مجموعه‌های بسته) را در بر می‌گیرد.
مجموعه‌های بورل در نظریه اندازه مهم اند، چرا که هر اندازه که روی مجموعه‌های باز یا روی هر مجموعه بسته از یک فضا تعریف گردد، لزوماً باید روی تمام مجموعه‌های بورل آن فضا نیز تعریف شوند. هر اندازه که روی مجموعه‌های بورل تعریف شود را اندازه بورل نامند. همچنین، مجموعه‌های بورل و سلسله مراتب بورل متناظر با آن‌ها، نقش بنیادینی در نظریه مجموعه‌های توصیفی دارند.
در برخی از مباحث، مجموعه‌های بورل را به جای تولید از روی مجموعه‌های باز، از روی مجموعه‌های فشرده تعریف می‌کنند. هردو تعریف اخیر برای بسیاری از فضاهای خوش-رفتار، شامل تمام فضاهای هاسدورف {\displaystyle \sigma }-فشرده معادل اند، اما ممکن است این وضعیت برای فضاهای پاتولوژیک تر تفاوت کند.